# Nadine Weyland
Nadine Weyland, née le 12 septembre 1944 à Ixelles (région de Bruxelles-Capitale), est une coloriste de bande dessinée belge qui a participé, entre autres, à la série Aria.

## Biographie
Connue seulement sous son nom de femme mariée, elle naît le 12 septembre 1944 à Ixelles, une commune bruxelloise,. Elle accomplit ses humanités artistiques et son régendat en arts plastiques à l'Institut Frans Fischer à Schaerbeek. C'est tout naturellement qu'elle assiste son époux Michel Weyland, dès que celui-ci commence à travailler pour les Éditions du Lombard. C'est au moyen de bleus de coloriage qu'elle assume la mise en couleur des planches de son mari. Elle commence par utiliser des gouaches liquides et des aquarelles avant de passer aux encres colorées. En 2010, elle entre au journal Spirou avec la série Aria. La série compte 40 albums et s'arrête en 2021.

## Publications
- Yvanaëlle, la dame de Mordorez, Le Lombard, coll. « Histoires et Légendes », Bruxelles, juin 1988
Scénario et dessin : Michel Weyland - Couleurs : Nadine Weyland -  (ISBN 2-8036-0723-9)